# Boisseaux
Boisseaux is een gemeente in het Franse departement Loiret (regio Centre-Val de Loire) en telt 253 inwoners (1999). De oppervlakte bedraagt 7,3 km², de bevolkingsdichtheid is 34,7 inwoners per km². In de gemeente ligt spoorwegstation Boisseaux.
De onderstaande kaart toont de ligging van Boisseaux met de belangrijkste infrastructuur en aangrenzende gemeenten.

## Demografie
Onderstaande figuur toont het verloop van het inwoneraantal van Boisseaux vanaf 1962.

Bron: Frans bureau voor statistiek. Cijfers inwoneraantal volgens de definitie population sans doubles comptes (zie de gehanteerde definities)
1. ↑  Populations de référence 2022.